# 24 Heures de Spa 1981
Navigation
Édition précédente Édition suivante
Les 24 Heures de Spa 1981, sont disputées les 26 juillet 1981 et 27 juillet 1981 sur le circuit de Spa-Francorchamps.

## Course

### Classement de la course
| Pos.          | Catégorie   | N° | Écurie                        | Pilotes                                                          | Voitures                  | Tours |
| ------------- | ----------- | -- | ----------------------------- | ---------------------------------------------------------------- | ------------------------- | ----- |
| 1             | ser T 2.5   | 40 | Mazda Motul TWR Team          | Tom Walkinshaw Pierre Dieudonné                                  | Mazda RX-7                | 456   |
| 2             | ser T + 2.5 | 10 | Bastos Joosen Racing          | Dirk Vermeersch Jean-Claude Andruet Eddy Joosen                  | BMW 530i                  | 454   |
| 3             | ser T + 2.5 | 33 | Vince Woodman                 | Vince Woodman Jonathan Buncombe Peter Clark                      | Ford Capri III 3.0S       | 453   |
| 4             | ser T + 2.5 | 11 | Bastos Joosen Racing          | Jean Xhenceval Daniël Herregods Umberto Grano                    | BMW 530i                  | 451   |
| 5             | ser T 2.5   | 42 | Mazda Motul TWR Team          | Belgique Marc Duez Jeff Allam Chuck Nicholson Win Percy          | Mazda RX-7                | 445   |
| 6             | ser T + 2.5 | 20 | Holman Blackburn              | Les Blackburn Bob Akin John Morrison                             | Ford Capri III 3.0S       | 435   |
| 7             | ser T + 2.5 | 24 | Gitanes W.M. Racing           | Jean-Louis Trintignant Marianne Hoepfner Alain Cudini Derek Bell | BMW 530i                  | 434   |
| 8             | ser T + 2.5 | 1  | Belga Castrol Team            | Gordon Spice Thierry Tassin                                      | Ford Capri III 3.0S       | 431   |
| 9             | ser T + 2.5 | 2  | Belga Castrol Team            | Alain Semoulin Dany Snobeck Freddy Semoulin                      | Ford Capri III 3.0S       | 429   |
| 10            | ser T 2.5   | 56 | Belgian Audi Club             | Peter Seikel Hans-Joachim Nowak Fred Rostberg                    | Audi 4000                 | 428   |
| 11            | ser T + 2.5 | 29 | Gérard Bleynie                | Lucien Guitteny Gérard Bleynie Jacques Guérin                    | BMW 530i                  | 426   |
| 12            | ser T 2.5   | 51 | Philippe van de Velde         | Philippe van de Velde Robert Hanon                               | Ford Escort II RS2000     | 417   |
| 13            | ser T + 2.5 | 3  | Belga Castrol Team            | Jean-Michel Martin Philippe Martin                               | Ford Capri III 3.0S       | 416   |
| 14            | ser T + 2.5 | 25 | Gitanes W.M. Racing           | Derek Bell Alain Peltier Hervé Regout                            | BMW 530i                  | 416   |
| 15            | ser T 2.5   | 50 | Format Kücher Haiger          | Herbert Kummle Karl Mauer Axel Felder                            | Ford Escort II RS2000     | 412   |
| 16            | ser T + 2.5 | 26 | Gitanes W.M. Racing           | Michel Delcourt Dany Swyssen Jean-Marie Baert                    | BMW 530i                  | 412   |
| 17            | ser T 1.6   | 62 | IMC Toyota                    | Jacques Janssen Guy Katsers José Close                           | Toyota Corolla GT         | 410   |
| 18            | ser T + 2.5 | 22 | Hans Maasland                 | Rein Frankenhout Hans Maasland Fred Frankenhout                  | BMW 530i                  | 408   |
| 19            | ser T 1.6   | 66 | BBL Team                      | Valentin Simons Paul Simons Jean-Louis Hecq                      | VW Golf GTi               | 406   |
| 20            | ser T 2.5   | 55 | Belgian Audi Club             | Belgique Marc Pissens Suède Freddy Kottulinsky Franz Dubois      | Audi 4000                 | 403   |
| 21            | ser T + 2.5 | 27 | Eminence T.R.                 | Jack Brabham Günter Steckkönig Remy Marquet                      | Ford Capri III 3.0S       | 401   |
| 22            | ser T + 2.5 | 12 | Van Hove Mobil Smit Jet       | Raijmond van Hove Georges Cremer Martino Finotto                 | Chevrolet Camaro Z28      | 393   |
| 23            | ser T 2.5   | 44 | IRS Euromotor                 | Retz Weirig Rolf Rosenkranz Pascal Witmeur                       | Ford Escort II RS2000     | 393   |
| 24            | ser T 2.5   | 49 | Marc Demol                    | Marc Demol Claus Schinkel Guy Trignaux                           | Ford Escort II RS2000     | 387   |
| 25            | ser T 1.6   | 60 | IMC Toyota                    | Claude Holvoet Philippe de Leener Freddy Fruhauf                 | Toyota Corolla GT         | 352   |
| 26            | ser T 1.6   | 68 | Belgian VW Club               | Edgar Dören Anton Hüweller Oscar Kessler                         | Audi 80                   | 341   |
| Abandons      |             |    |                               |                                                                  |                           |       |
| 27            | ser T 1.6   | 70 | Belgian VW Club               | Philippe Ménage André Hardy Pierre de Thoisy                     | VW Golf Etilux            | 379   |
| 28            | ser T + 2.5 | 4  | Belgia Castrol Team           | Philippe Alliot Pierre Destic Dany Snobeck                       | Ford Capri III 3.0S       |       |
| 29            | ser T + 2.5 | 5  | Roneo Alcatel S. Power        | Andre Liemeux Andre Lacroix Alain Corbisier                      | Ford Capri III 3.0S       |       |
| 30            | ser T + 2.5 | 6  | Roneo Alcatel S. Power        | Albert Vanierschot Guy Pirenne Alain Corbisier                   | Ford Capri III 3.0S       |       |
| 31            | ser T + 2.5 | 7  | BBL Team                      | Michel de Dyne Teddy Pilette Philippe Bervoets                   | Chevrolet Camaro Z28      |       |
| 32            | ser T + 2.5 | 8  | BP Racing                     | Xavier Lapeyre Guy Chasseuil                                     | Ford Capri III 3.0S       |       |
| 33            | ser T + 2.5 | 9  | Bastos S. Power Racing        | Claude Bourgoignie Suède Reine Wisell John Cooper                | Chevrolet Camaro Z28      |       |
| 34            | ser T + 2.5 | 15 | Team Nashua                   | Patrick Nève Roger Dorchy Guy Nève                               | Ford Capri III 3.0S       |       |
| 35            | ser T + 2.5 | 16 | Team Nashua                   | Jean-Marie Pirnay Jean-Pierre Gabreau Patrick Nève               | Ford Capri III 3.0S       |       |
| 36            | ser T + 2.5 | 17 | D. N. R. T. Racing for Wynn's | Henny Hemmes Loek Vermeulen                                      | Chevrolet Camaro Z28      |       |
| 37            | ser T + 2.5 | 18 | D. N. R. T. Racing for Wynn's | Huub Vermeulen Job van Oostrum Jim Vermeulen                     | Chevrolet Camaro Z28      |       |
| 38            | ser T + 2.5 | 19 | D. N. R. T. Racing for Wynn's | Bert Moritz Franz Lubin Jim Vermeulen                            | Chevrolet Camaro Z28      |       |
| 39            | ser T + 2.5 | 21 | Holman Blackburn              | Adam MacMillen Tom Dodd-Noble Hermes Delbar                      | Ford Capri III 3.0S       |       |
| 40            | ser T + 2.5 | 23 | Jean-Claude Lompech           | Jean-Claude Lompech Bernard Salam Thierry Perrier                | Ford Capri III 3.0S       |       |
| 41            | ser T + 2.5 | 28 | Eminence R.T.                 | Romain Feitler Jean-Pierre Jaussaud                              | Ford Capri III 3.0S       |       |
| 42            | ser T + 2.5 | 31 | Gilden Kölsch Racing          | Helmut Döring Mark Thatcher Dieter Gartmann                      | Ford Capri III 3.0S       |       |
| 43            | ser T + 2.5 | 32 | KWS Motorsport                | Jean-Louis Schlesser Anny-Charlotte Verney Alain Ferté           | Ford Capri III 3.0S       |       |
| 44            | ser T + 2.5 | 34 | J.M.S.R.T.                    | Claude Ballot-Léna René Metge Jean-Marc Smadja                   | BMW 530i                  |       |
| 45            | ser T + 2.5 | 35 | J.M.S.R.T.                    | Michel Paulus Claude de Wael Jacques Berger                      | BMW 530i                  |       |
| 46            | ser T + 2.5 | 37 | Quirin Bovy                   | Jean-Claude Lagniez Quirin Bovy Kathy Rude                       | Chevrolet Camaro Z28      |       |
| 47            | ser T 2.5   | 41 | Mazda Motul TWR Team          | Win Percy Peter Lovett                                           | Mazda RX-7                |       |
| 48            | ser T 2.5   | 45 | IRS Euromotor                 | Rudolf Dötsch Romain Wolf Etienne Barras                         | Ford Escort II RS2000     |       |
| 49            | ser T 2.5   | 46 | IRS Euromotor                 | Jean-Jacques Feider Bruno Eggerickx Marcel Jominet               | Ford Escort II RS2000     |       |
| 50            | ser T 2.5   | 52 | A. Kridel                     | Pierre Bos Michel Bienvualt Marc Carnavale                       | Ford Escort II RS2000     |       |
| 51            | ser T 2.5   | 53 | Ford Bergenkapm               | Dieter Selzer Günther Braumüller Alain Beauchef                  | Ford Escort II RS2000     |       |
| 52            | ser T 2.5   | 54 | Helmut Eichberg               | Hartmut Bauer Helmut Gall                                        | Ford Escort II RS2000     |       |
| 53            | ser T 1.6   | 63 | BBL Team                      | Michel Chapel Pierre Jamin Pierre Vaillant                       | VW Scirocco GTi           |       |
| 54            | ser T 1.6   | 64 | BBL Team                      | Reynald Martin Gérard Cerruti Bernard Carlier                    | VW Scirocco GTi           |       |
| 55            | ser T 1.6   | 65 | BBL Team                      | Francesco Cerulli-Irelli Michel Boujarde Michel Maillien         | VW Scirocco GTi           |       |
| Non qualifiés |             |    |                               |                                                                  |                           |       |
| 56            | ser T +2.5  | 14 | Team Grand Marnier            | François-Xavier Boucher Philippe Hoebeke S. Nauges               | BMW 530i                  | 1     |
| 57            | ser T +2.5  | 30 | Gilden Kölsch Racing          | Herbert Herler Johann Weisheidinger Jean Wansart                 | Opel Monza 3.0E           | 2     |
| 58            | ser T +2.5  | 36 | G. Barba                      | Marcello Gallo Tony Palma Calvi                                  | Opel Monza 3.0E           | 3     |
| 59            | ser T 2.5   | 43 | Mazda Car GB Ltd.             | David Palmer Peter Argetsinger Jean-Paul Libert                  | Mazda RX-7                | 4     |
| 60            | ser T 2.5   | 47 | Equipe Ducal Luxembourg       | Nico Demuth Charles van Stalle Tom Dill Gerald Sanson            | Ford Escort II RS2000     | 5     |
| 61            | ser T 2.5   | 48 | Equipe Ducal Luxembourg       | John Lagodny Uwe Reich Gerald Sanson                             | Ford Escort II RS2000     | 6     |
| 62            | ser T 1.6   | 61 | IMC Toyota                    | Dominique Holvoet R. D'Ursel W. de Braekeleer                    | Toyota Corolla GT         | 7     |
| 63            | ser T 1.6   | 67 | Belgian VW Audi Club          | Can Erez Eddie Huybrechts Francis Polak                          | Audi 80                   | 8     |
| 64            | ser T 1.6   | 69 | Belgian VW Club               | Marc Baert Bernard Daems Marc Anthonis                           | VW Scirocco GTi           | 9     |
| 65            | ser T 1.6   | 71 | Jolly Club Milano             | Amerigo Bigliazzi Cesarini Richard Mattozza                      | Alfa Romeo Alfasud Sprint | 10    |